# Mezőpeterd
Mezőpeterd è un comune dell'Ungheria di 578 abitanti (dati 2001). È situato nella contea di Hajdú-Bihar.